# Конфедерация анархо-синдикалистов
Конфедерация анархо-синдикалистов (КАС) была основана в январе 1988 года. Среди наиболее активных участников можно выделить: Андрей Исаев, Игорь Подшивалов, Александр Шубин, Владлен Тупикин. Основной лозунг: «Власть народам, а не партиям!»

## История
В состав вошли группы анархистов примерно из 30 городов СССР, общая численность насчитывала в лучшие времена несколько тысяч участников. Члены КАС активно участвовали в демонстрациях, пикетах, создавали лектории и дискуссионные клубы, принимали участие в экологических акциях и выступлениях рабочих (рабочем движении). Издавали популярный неформальный журнал «Община» (вышло 49 номеров и ряд спецвыпусков, редакторы — Исаев, Шубин). Помимо «Общины» в это время издавалось более дюжины изданий — газеты «Воля», «Здравый смысл» (Москва), «Набат» (Харьков), «Солнце» (Нижний Новгород) и другие. Активисты КАС в августе 1991 года соорудили и защищали баррикаду у «Белого дома».
Наибольшее развитие и активность организация получила в 1989—1992 годах.
После того, как на II съезде КАС в 1990 г. было решено, что в составе Конфедерации могут находиться только синдикалисты, часть анархических групп (Саратова, Казани, Питера, Запорожья, Нижнего Новгорода, Черкасс, Днепропетровска), не согласившихся с этим решением, покинула КАС и в июне того же года образовала новое анархическое объединение — Ассоциацию движений Анархистов (АДА).
В 1993 году VI съезд АДА, исходя из того, что «раскол… был инициирован людьми, давно покинувшими анархическое движение (А. Исаевым (Москва), Дм. Жванией (Питер), И. Рассохой (Харьков))», предложил участникам КАС рассмотреть вопрос о вхождении в состав Ассоциации Движений Анархистов .
Начиная с 1995 года малозаметна. С конца 1990-х годов фактически не существует, хотя отдельные территориальные образования продолжают использовать название и символику (в частности, Иркутская организация КАС).
Многие из бывших членов КАС ушли в профсоюзное движение. В частности, активисты анархо-синдикалистского движения Сибири основали в 1995 году Сибирскую конфедерацию труда (СКТ). Андрей Исаев с 1991 по 1999 годы являлся главным редактором газеты «Солидарность», которая изначально была центральным печатным органом Московской федерации профсоюзов, а затем стала главной газетой всей Федерации независимых профсоюзов России. В девяностые он отказался от своих левых идей и вступил сначала в политический блок Отечество — Вся Россия, который в 2001 году слился с думской фракцией Единство образовав правоцентристскую партию Единая Россия. Александр Шершуков так же работал в «Солидарности» и возглавил её после того, как пост главреда покинул Исаев. Борис Кравченко в 2005 году возглавил профсоюзный центр Всероссийская конфедерация труда, а после объединения ВКТ с Конфедерацией труда России, возглавил уже объединенную структуру.